# Lista delle elezioni papali

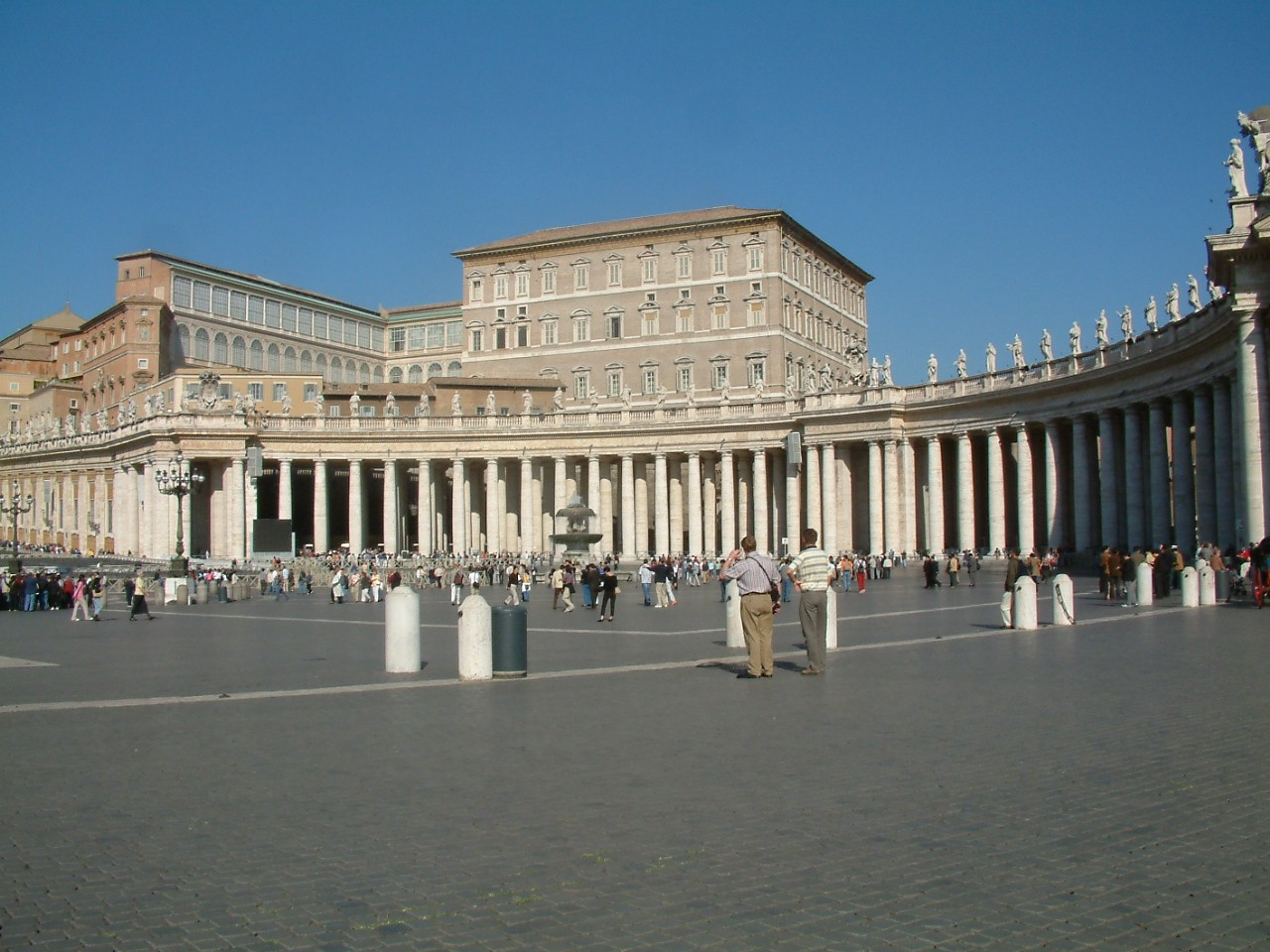
Dal 1455 a oggi tutti i conclavi, eccetto cinque, si sono tenuti nel Palazzo Apostolico

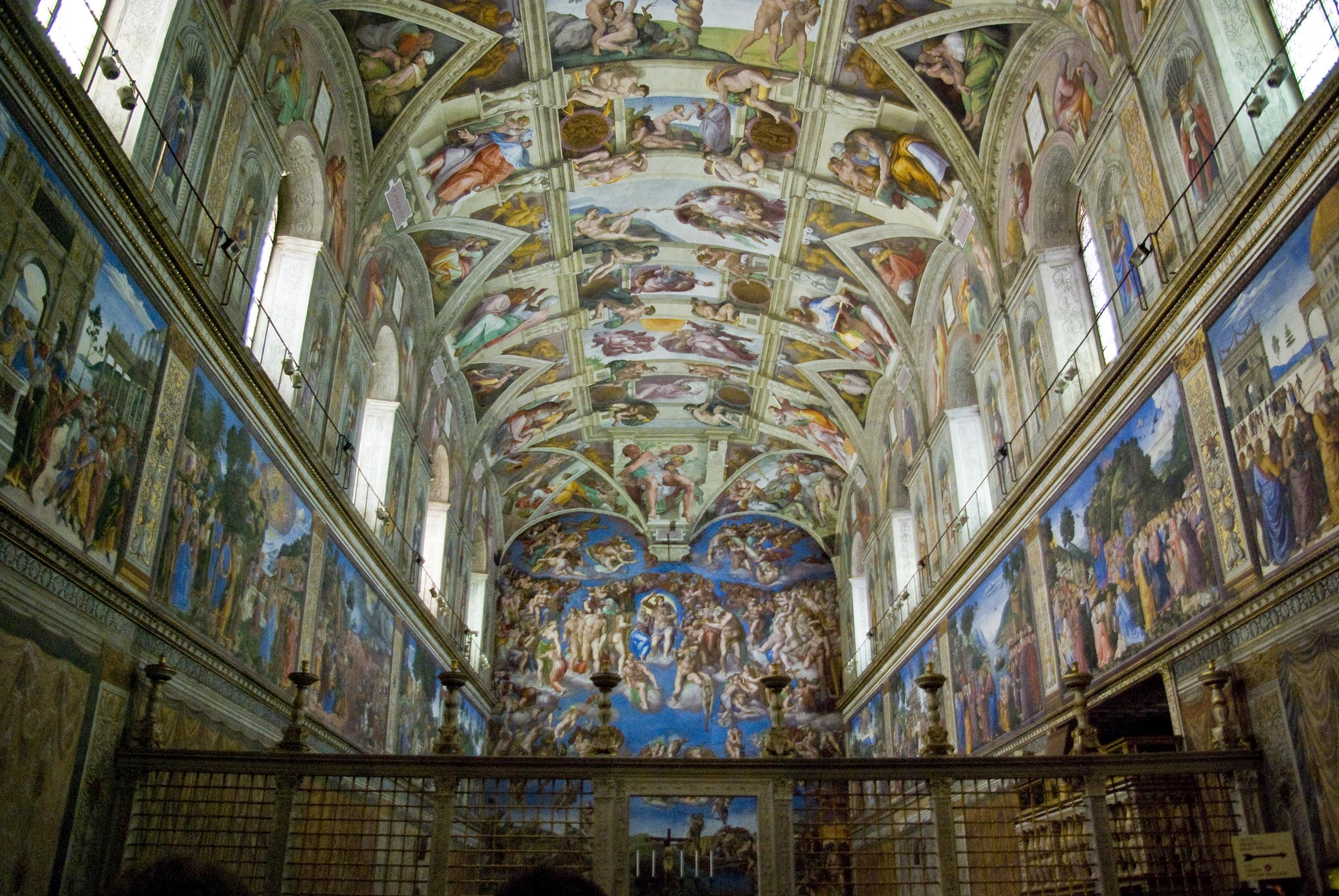
Il conclave del 1492 fu il primo a tenersi nella Cappella Sistina del Palazzo Apostolico, sede di tutti i conclavi dal 1878 a oggi

A partire dall'anno 1058 e fino ad oggi, si sono svolte 111 elezioni papali che hanno legittimamente eletto i papi della Chiesa cattolica.
Le elezioni papali anteriori al 1058 non ebbero processi e modalità definiti stabilmente e i papi furono spesso scelti secondo altri criteri, come la decisione del loro predecessore o addirittura in virtù del proprio coinvolgimento secolare. Solo con la promulgazione della bolla In nomine Domini del 1059, infatti, il suffragio fu limitato al collegio cardinalizio.
Dal 1276, anno in cui si tennero ben tre elezioni papali, l'elezione prese la forma di conclave, modalità tuttora in uso che segue una serie di regole e procedure stabilite nella costituzione apostolica Ubi Periculum del 1274 e successivamente da altre bolle papali. Alcune norme del variarono fino al conclave del 1294, anche se le principali modalità sono da allora rimaste relativamente simili.

## Elezioni papali
Storicamente i cardinali si riunirono in poche altre località all'interno e oltre Roma, infatti solo cinque elezioni a partire dal 1455 si tennero fuori del Palazzo Apostolico.
L'elezione papale si è tenuta per ventotto volte fuori da Roma: a Terracina (1088), a Cluny (1119), a Velletri (1181), a Verona (1185), a Ferrara (ottobre 1187), a Pisa (dicembre 1187), a Perugia (1216, 1264-1265, 1285, 1292-1294, 1304-1305), ad Anagni (1243), a Napoli (1254 e 1294), a Viterbo (1261, 1268-1271, luglio 1276, settembre 1276, 1277, 1280-1281), ad Arezzo (gennaio 1276), a Carpentras e Lione (1314-1316), ad Avignone (1334, 1342, 1352, 1362, 1370), a Costanza (1417) e infine a Venezia (1799-1800).
Tre elezioni cambiarono luogo mentre erano in corso di svolgimento: l'elezione papale del 1268-1271 (dalla cattedrale al Palazzo dei Papi di Viterbo), del 1292-1294 (da Roma a Perugia) e del 1314-1316 (da Carpentras a Lione)
Alcuni dei conclavi più brevi nella storia della Chiesa, per durata e numero di votazioni, furono quelli che portarono all'elezione di: Eugenio Pacelli (eletto dopo due giorni di conclave, al terzo scrutinio), Albino Luciani, Joseph Ratzinger e Robert Francis Prevost (eletti dopo due giorni di conclave, al quarto scrutinio).

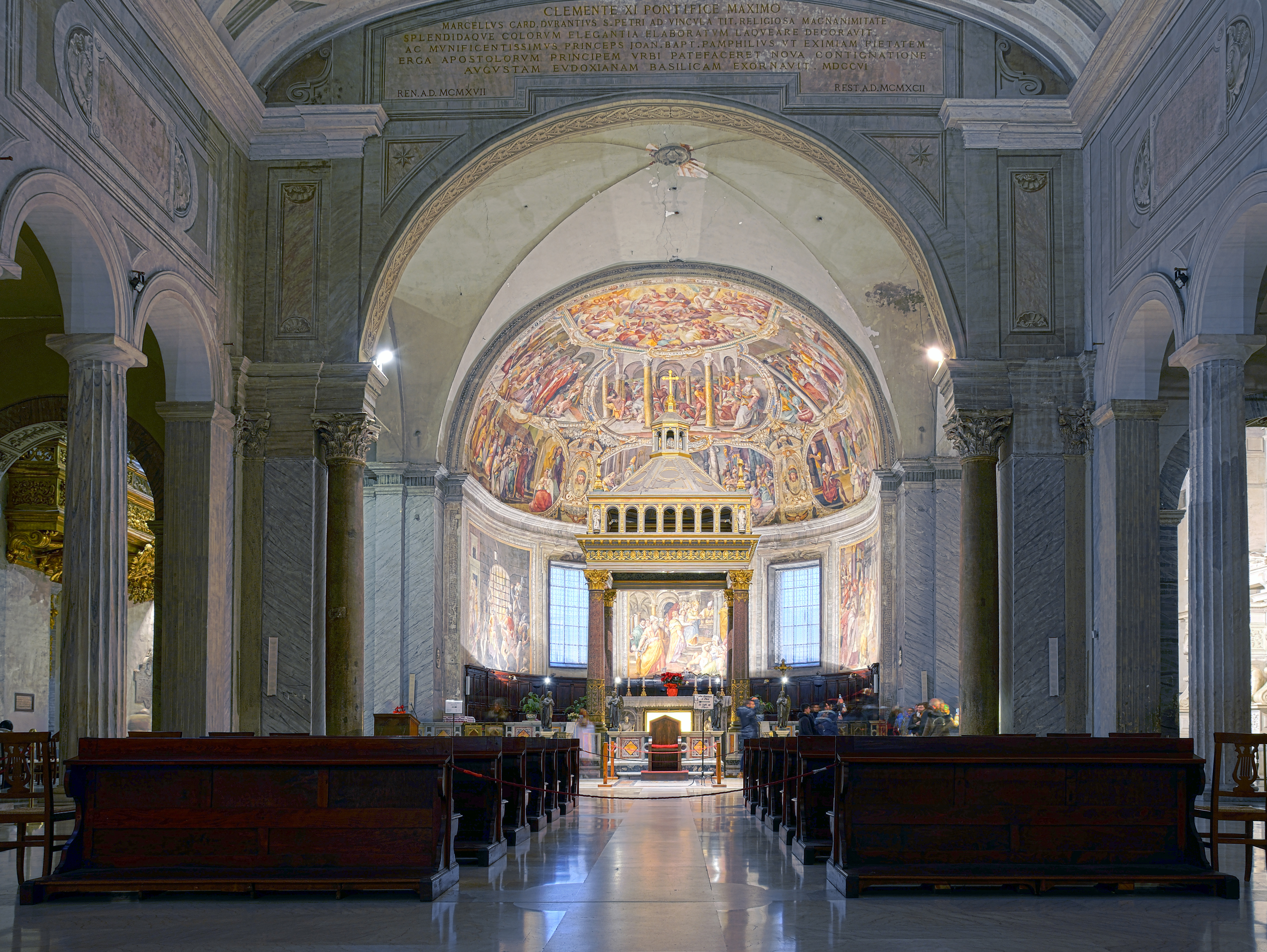
La prima elezione papale che seguì la bolla In nomine Domini del 1059 ebbe luogo nella Basilica di San Pietro in Vincoli piuttosto che nell'antica basilica di San Pietro in Vaticano, per via dell'intensa opposizione al nuovo processo di selezione papale
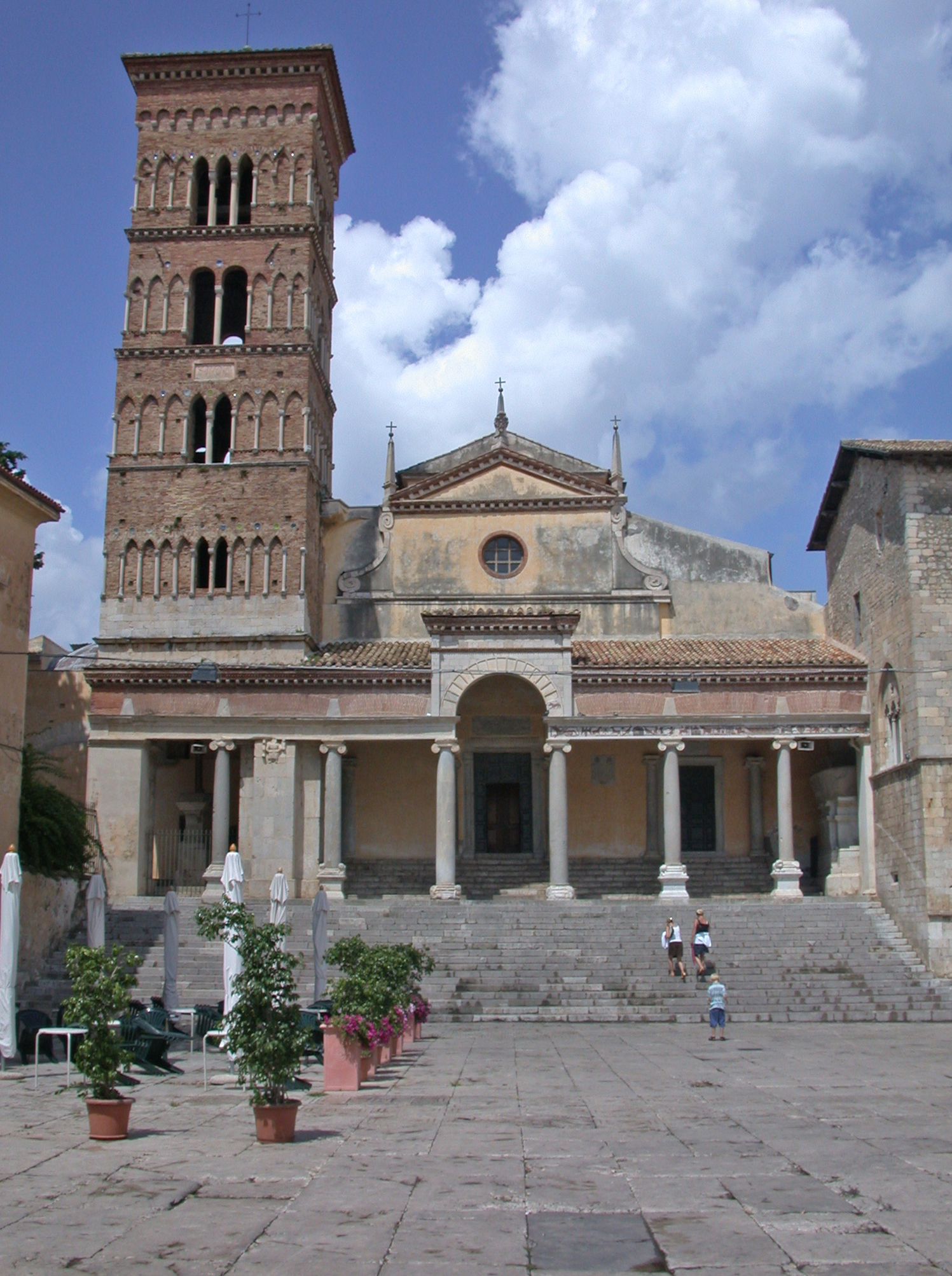
Concattedrale dei Santi Pietro e Cesareo a Terracina, sede della prima elezione papale fuori Roma
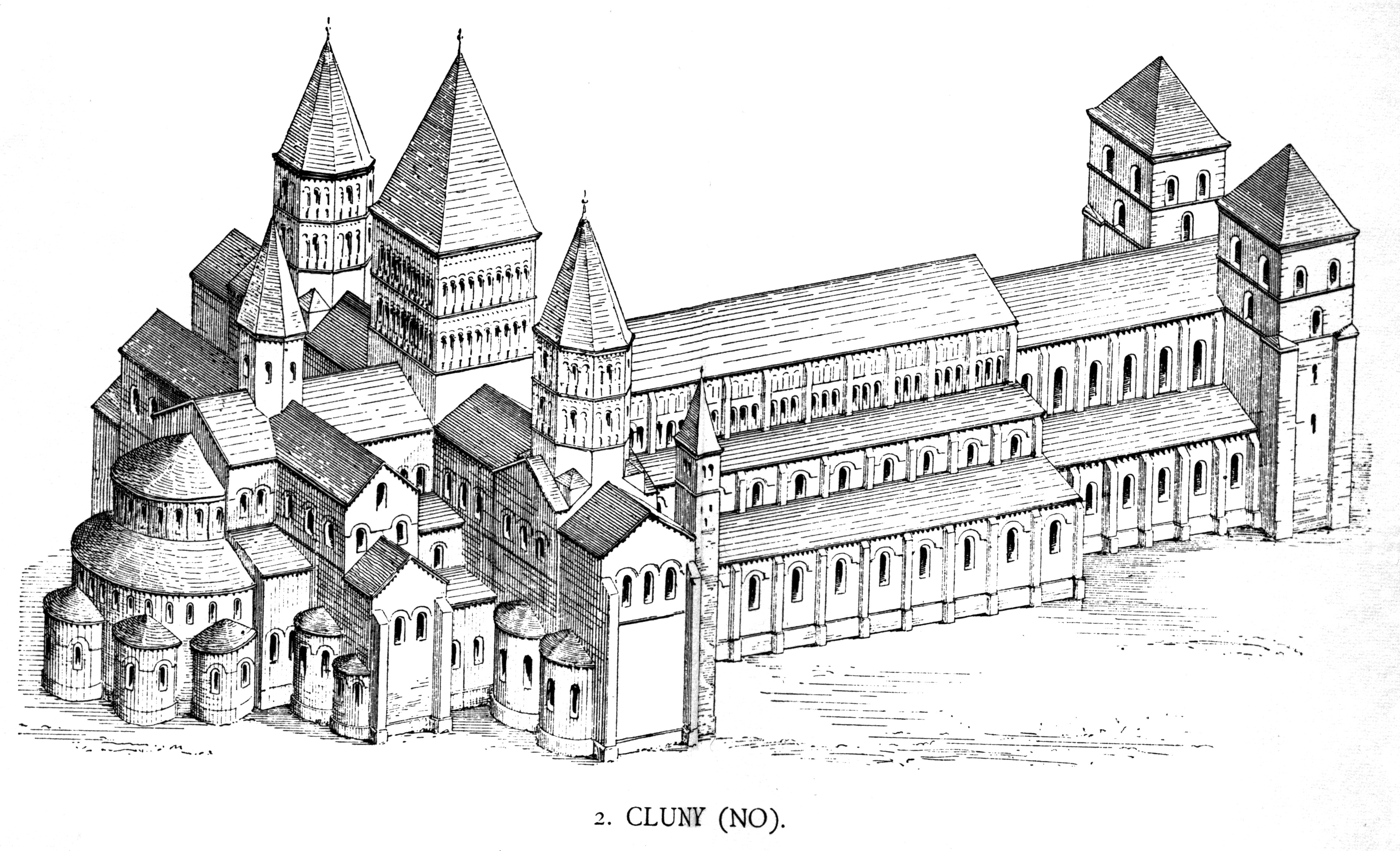
L'elezione papale del 1119 ebbe luogo presso l'Abbazia di Cluny dopo l'espulsione di papa Gelasio II da Roma
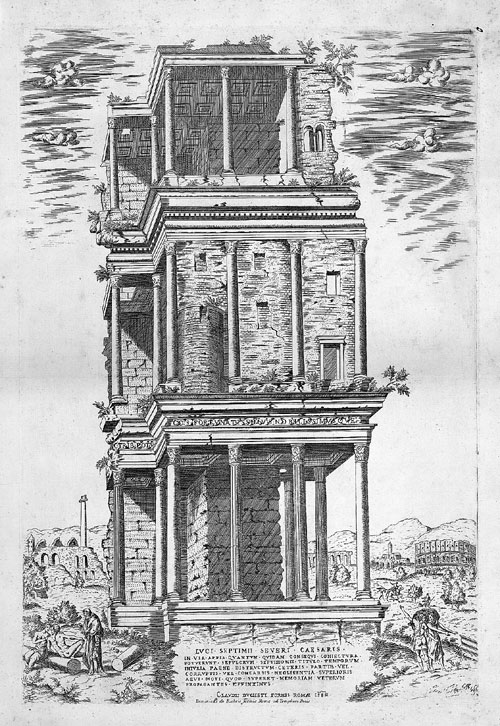
Il cardinale Matteo Rubeo Orsini confinò i cardinali nel Settizonio durante le elezioni del 1241
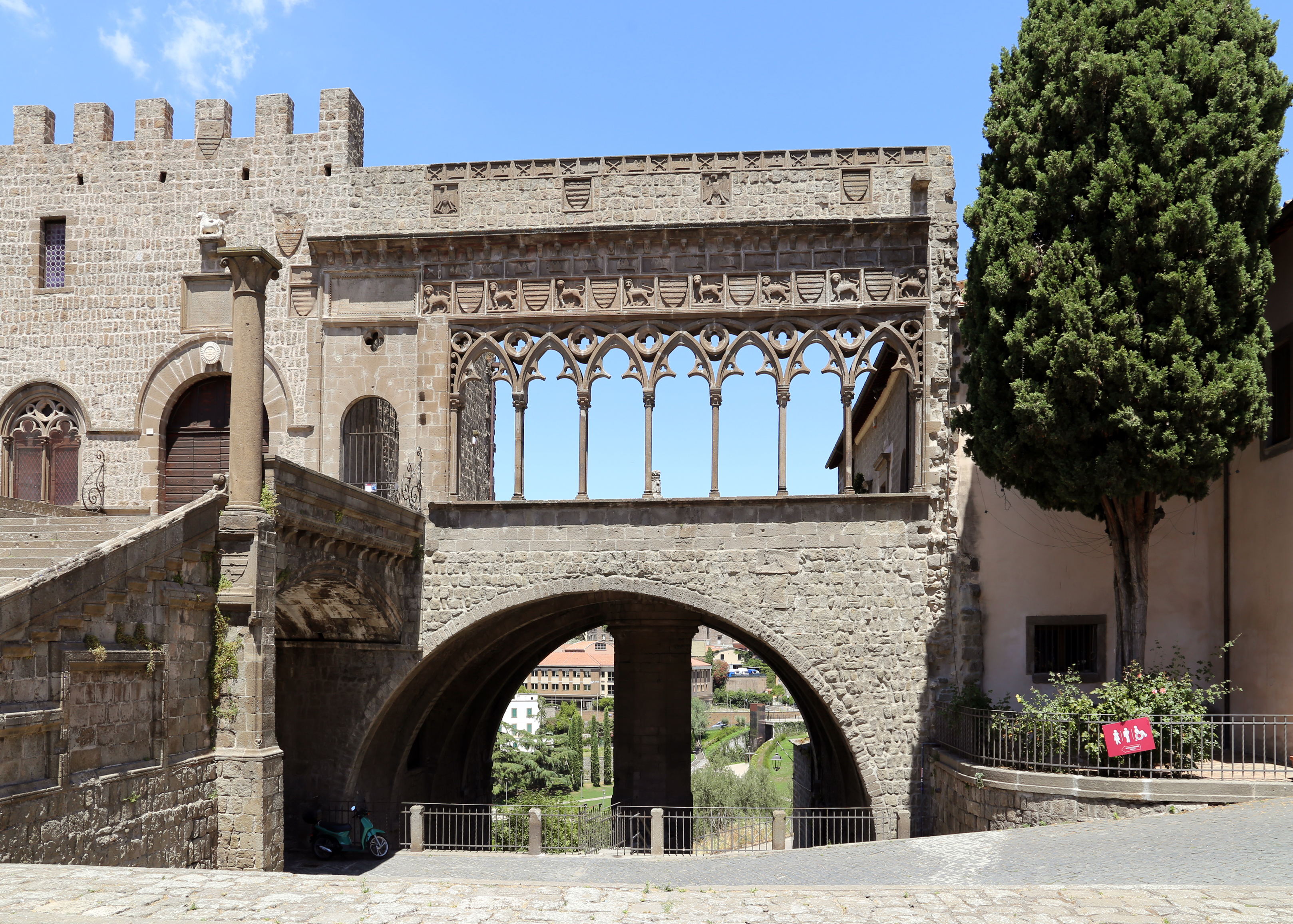
I magistrati di Viterbo rimossero il tetto del Palazzo dei Papi durante l'elezione papale del 1268-1271 e cacciarono due cardinali elettori dal palazzo durante l'elezione papale del 1280-1281
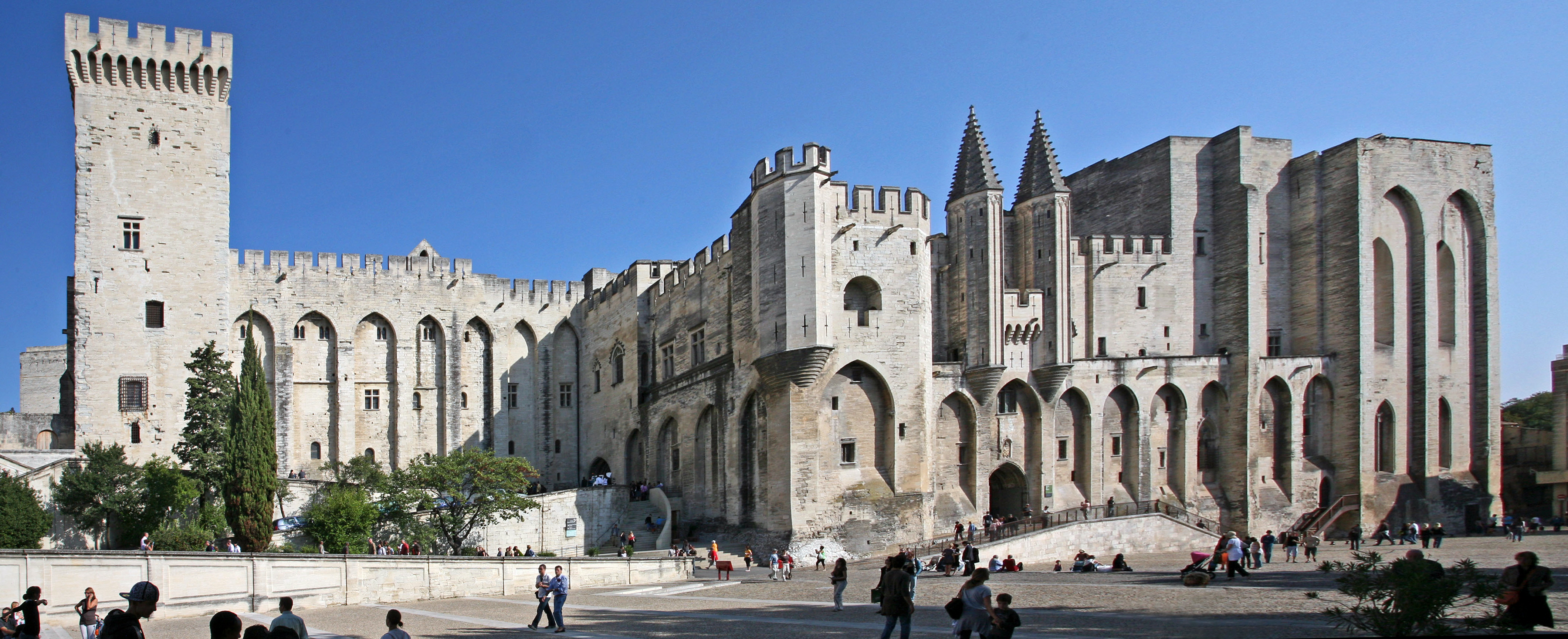
Il Palazzo dei Papi di Avignone, sede dei conclavi durante la cattività avignonese
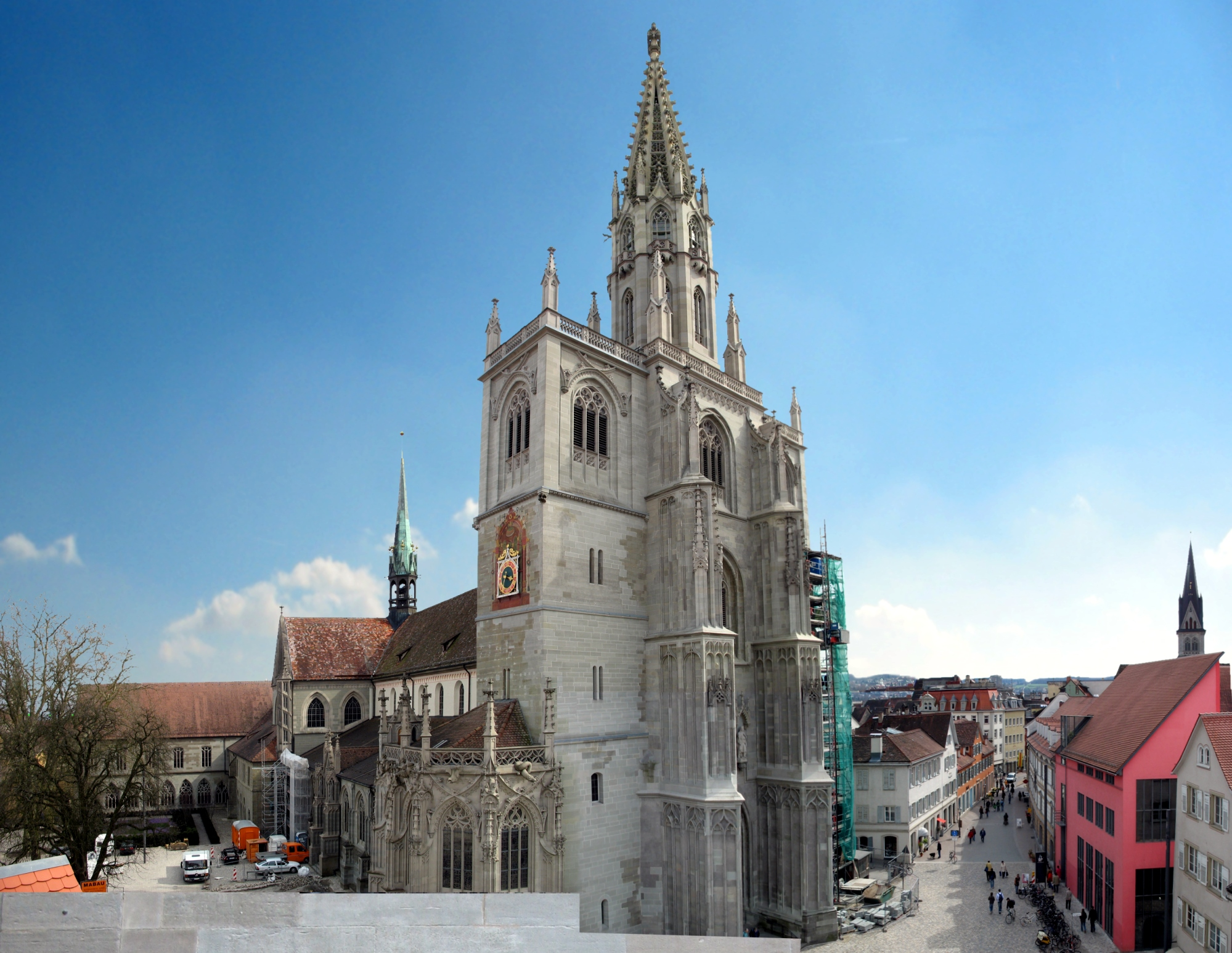
La cattedrale di Costanza, sede del Concilio di Costanza, l'ultima elezione papale fuori dall'Italia
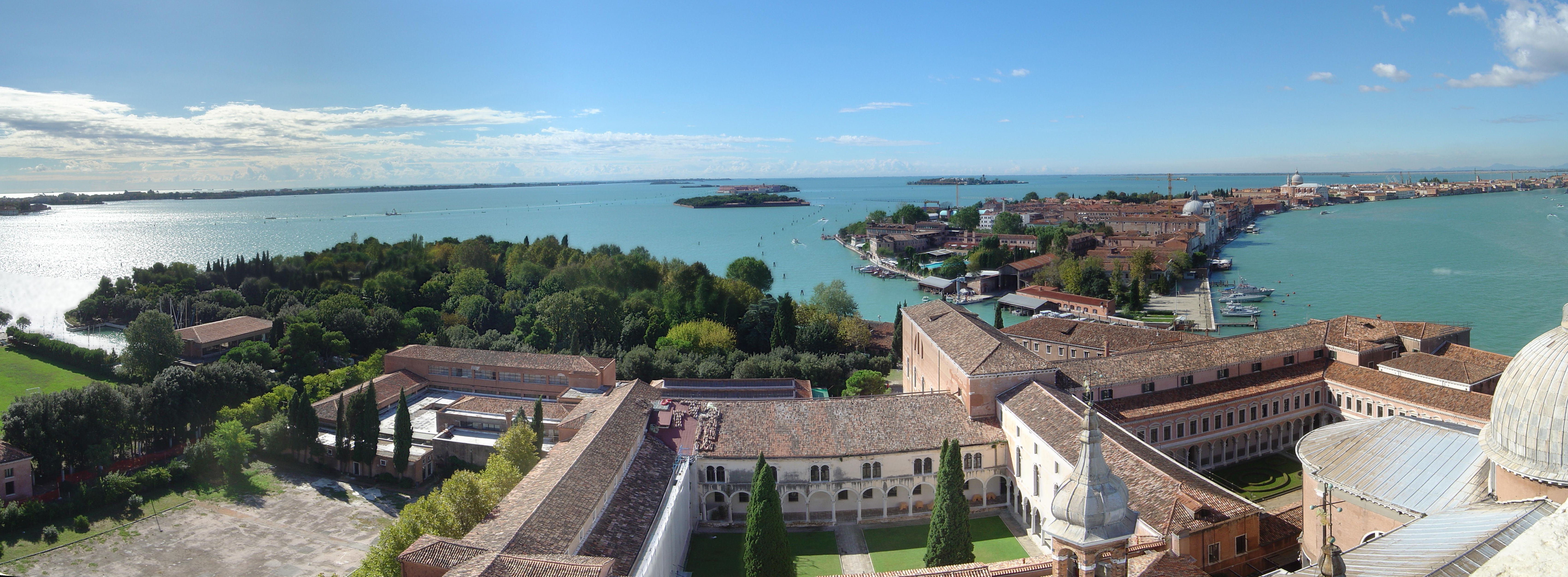
Il conclave del 1799-1800 si tenne nel monastero di San Giorgio Maggiore a Venezia, sede dell'ultima elezione papale fuori Roma
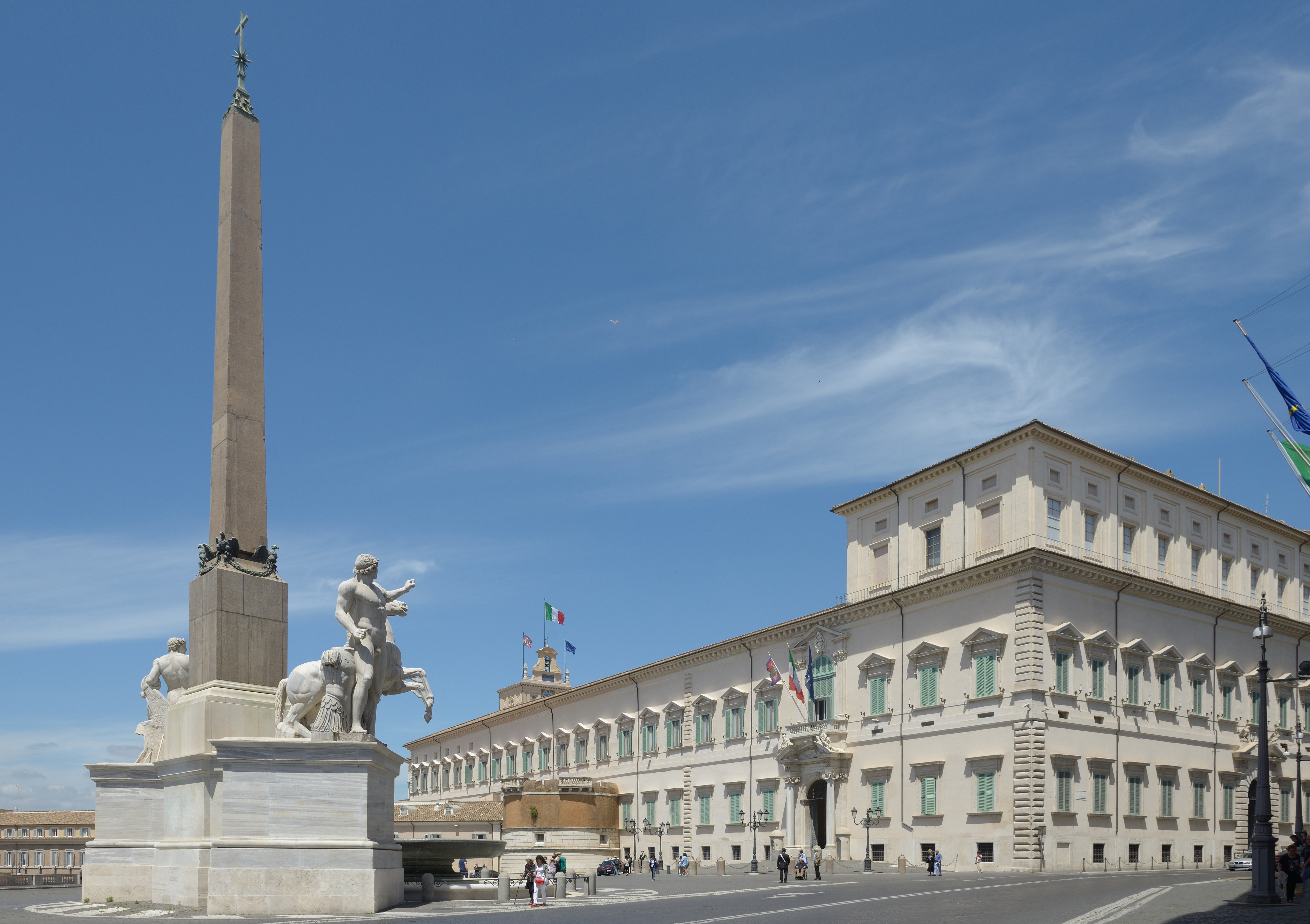
Il Palazzo del Quirinale fu sede di quattro conclavi prima della presa di Roma da parte delle forze del Risorgimento

### XI secolo
| Elezione papale          | Ritratto | Papa eletto        | Sede di elezione                                     |
| ------------------------ | -------- | ------------------ | ---------------------------------------------------- |
| Elezione papale del 1058 |          | Papa Niccolò II    | Siena e Roma (basilica di San Pietro in Vincoli)     |
| Elezione papale del 1061 |          | Papa Alessandro II | Basilica di San Pietro in Vincoli a Roma             |
| Elezione papale del 1073 |          | Papa Gregorio VII  | Basilica di San Pietro in Vincoli a Roma             |
| Elezione papale del 1086 |          | Papa Vittore III   | Chiesa di Santa Lucia in Septisolio a Roma           |
| Elezione papale del 1088 |          | Papa Urbano II     | Concattedrale dei Santi Pietro e Cesareo a Terracina |
| Elezione papale del 1099 |          | Papa Pasquale II   | Basilica di San Clemente al Laterano a Roma          |
| Elezione papale          | Ritratto | Papa eletto        | Sede di elezione                                     |

### XII secolo
| Elezione papale                   | Ritratto | Papa eletto         | Sede di elezione                                           |
| --------------------------------- | -------- | ------------------- | ---------------------------------------------------------- |
| Elezione papale del 1118          |          | Papa Gelasio II     | Monastero benedettino di San Sebastiano al Palatino a Roma |
| Elezione papale del 1119          |          | Papa Callisto II    | Abbazia di Cluny in Francia                                |
| Elezione papale del 1124          |          | Papa Onorio II      | Basilica di San Pancrazio a Roma                           |
| Elezione papale del 1130          |          | Papa Innocenzo II   | Chiesa di San Gregorio al Celio a Roma                     |
| Elezione papale del 1143          |          | Papa Celestino II   | Basilica di San Giovanni in Laterano a Roma                |
| Elezione papale del 1144          |          | Papa Lucio II       | Roma                                                       |
| Elezione papale del 1145          |          | Papa Eugenio III    | Chiesa di San Cesareo de Appia a Roma                      |
| Elezione papale del 1153          |          | Papa Anastasio IV   | Roma                                                       |
| Elezione papale del 1154          |          | Papa Adriano IV     | Antica basilica di San Pietro in Vaticano a Roma           |
| Elezione papale del 1159          |          | Papa Alessandro III | Antica basilica di San Pietro in Vaticano a Roma           |
| Elezione papale del 1181          |          | Papa Lucio III      | Roma                                                       |
| Elezione papale del 1185          |          | Papa Urbano III     | Verona                                                     |
| Elezione papale dell'ottobre 1187 |          | Papa Gregorio VIII  | Ferrara                                                    |
| Elezione papale del dicembre 1187 |          | Papa Clemente III   | Pisa                                                       |
| Elezione papale del 1191          |          | Papa Celestino III  | Roma                                                       |
| Elezione papale del 1198          |          | Papa Innocenzo III  | Settizonio a Roma                                          |
| Elezione papale                   | Ritratto | Papa eletto         | Sede di elezione                                           |

### XIII secolo
| Elezione papale                    | Ritratto | Papa eletto         | Sede di elezione |
| ---------------------------------- | -------- | ------------------- | --- |
| Elezione papale del 1216           |          | Papa Onorio III     | Palazzo delle Canoniche a Perugia                                                                                      |
| Elezione papale del 1227           |          | Papa Gregorio IX    | Settizonio a Roma |
| Elezione papale del 1241           |          | Papa Celestino IV   | Settizonio a Roma |
| Elezione papale del 1243           |          | Papa Innocenzo IV   | Anagni |
| Elezione papale del 1254           |          | Papa Alessandro IV  | Napoli |
| Elezione papale del 1261           |          | Papa Urbano IV      | Cattedrale di San Lorenzo a Viterbo                                                                                    |
| Elezione papale del 1264-1265      |          | Papa Clemente IV    | Palazzo delle Canoniche a Perugia                                                                                      |
| Elezione papale del 1268-1271      |          | Papa Gregorio X     | Cattedrale di San Lorenzo Palazzo dei Papi a Viterbo                                                                   |
| Conclave del gennaio 1276          |          | Papa Innocenzo V    | Cattedrale dei Santi Pietro e Donato ad Arezzo                                                                         |
| Conclave del luglio 1276           |          | Papa Adriano V      | Basilica di San Giovanni in Laterano a Roma                                                                            |
| Elezione papale del settembre 1276 |          | Papa Giovanni XXI   | Palazzo dei Papi a Viterbo                                                                                             |
| Elezione papale del 1277           |          | Papa Niccolò III    | Palazzo dei Papi a Viterbo                                                                                             |
| Elezione papale del 1280-1281      |          | Papa Martino IV     | Palazzo dei Papi a Viterbo                                                                                             |
| Elezione papale del 1285           |          | Papa Onorio IV      | Palazzo delle Canoniche a Perugia                                                                                      |
| Conclave del 1287-1288             |          | Papa Niccolò IV     | Fortezza di Corte Savella sull'Aventino a Roma                                                                         |
| Elezione papale del 1292-1294      |          | Papa Celestino V    | Basilica di Santa Maria Maggiore a Roma Basilica di Santa Maria sopra Minerva a Roma Palazzo delle Canoniche a Perugia |
| Conclave del 1294                  |          | Papa Bonifacio VIII | Maschio Angioino a Napoli                                                                                              |
| Elezione papale                    | Ritratto | Papa eletto         | Sede di elezione |

### XIV secolo
| Elezione papale        | Ritratto | Papa eletto        | Sede di elezione                                     |
| ---------------------- | -------- | ------------------ | ---------------------------------------------------- |
| Conclave del 1303      |          | Papa Benedetto XI  | Basilica di San Giovanni in Laterano a Roma          |
| Conclave del 1304-1305 |          | Papa Clemente V    | Cattedrale di San Lorenzo a Perugia                  |
| Conclave del 1314-1316 |          | Papa Giovanni XXII | Cattedrale di Carpentras Convento domenicano a Lione |
| Conclave del 1334      |          | Papa Benedetto XII | Palazzo dei Papi ad Avignone                         |
| Conclave del 1342      |          | Papa Clemente VI   | Palazzo dei Papi ad Avignone                         |
| Conclave del 1352      |          | Papa Innocenzo VI  | Palazzo dei Papi ad Avignone                         |
| Conclave del 1362      |          | Papa Urbano V      | Palazzo dei Papi ad Avignone                         |
| Conclave del 1370      |          | Papa Gregorio XI   | Palazzo dei Papi ad Avignone                         |
| Conclave del 1378      |          | Papa Urbano VI     | Antica basilica di San Pietro in Vaticano a Roma     |
| Conclave del 1389      |          | Papa Bonifacio IX  | Palazzo Apostolico a Roma                            |
| Elezione papale        | Ritratto | Papa eletto        | Sede di elezione                                     |

### XV secolo
| Elezione papale               | Ritratto | Papa eletto         | Sede di elezione                                  |
| ----------------------------- | -------- | ------------------- | ------------------------------------------------- |
| Conclave del 1404             |          | Papa Innocenzo VII  | Roma                                              |
| Conclave del 1406             |          | Papa Gregorio XII   | Roma                                              |
| Concilio di Costanza del 1417 |          | Papa Martino V      | Cattedrale di Costanza a Costanza                 |
| Conclave del 1431             |          | Papa Eugenio IV     | Basilica di Santa Maria sopra Minerva a Roma      |
| Conclave del 1447             |          | Papa Niccolò V      | Basilica di Santa Maria sopra Minerva a Roma      |
| Conclave del 1455             |          | Papa Callisto III   | Palazzo Apostolico a Roma                         |
| Conclave del 1458             |          | Papa Pio II         | Palazzo Apostolico a Roma                         |
| Conclave del 1464             |          | Papa Paolo II       | Cappella Paolina presso Palazzo Apostolico a Roma |
| Conclave del 1471             |          | Papa Sisto IV       | Palazzo Apostolico a Roma                         |
| Conclave del 1484             |          | Papa Innocenzo VIII | Palazzo Apostolico a Roma                         |
| Conclave del 1492             |          | Papa Alessandro VI  | Cappella Sistina presso Palazzo Apostolico a Roma |
| Elezione papale               | Ritratto | Papa eletto         | Sede di elezione                                  |

### XVI secolo
| Elezione papale                     | Ritratto | Papa eletto        | Sede di elezione                                  |
| ----------------------------------- | -------- | ------------------ | ------------------------------------------------- |
| Conclave del settembre 1503         |          | Papa Pio III       | Palazzo Apostolico a Roma                         |
| Conclave dell'ottobre 1503          |          | Papa Giulio II     | Palazzo Apostolico a Roma                         |
| Conclave del 1513                   |          | Papa Leone X       | Cappella Sistina presso Palazzo Apostolico a Roma |
| Conclave del 1521-1522              |          | Papa Adriano VI    | Palazzo Apostolico a Roma                         |
| Conclave del 1523                   |          | Papa Clemente VII  | Palazzo Apostolico a Roma                         |
| Conclave del 1534                   |          | Papa Paolo III     | Cappella Paolina presso Palazzo Apostolico a Roma |
| Conclave del 1549-1550              |          | Papa Giulio III    | Cappella Paolina presso Palazzo Apostolico a Roma |
| Conclave dell'aprile 1555           |          | Papa Marcello II   | Palazzo Apostolico a Roma                         |
| Conclave del maggio 1555            |          | Papa Paolo IV      | Palazzo Apostolico a Roma                         |
| Conclave del 1559                   |          | Papa Pio IV        | Cappella Paolina presso Palazzo Apostolico a Roma |
| Conclave del 1565-1566              |          | Papa Pio V         | Palazzo Apostolico a Roma                         |
| Conclave del 1572                   |          | Papa Gregorio XIII | Palazzo Apostolico a Roma                         |
| Conclave del 1585                   |          | Papa Sisto V       | Palazzo Apostolico a Roma                         |
| Conclave del settembre 1590         |          | Papa Urbano VII    | Palazzo Apostolico a Roma                         |
| Conclave dell'ottobre-dicembre 1590 |          | Papa Gregorio XIV  | Palazzo Apostolico a Roma                         |
| Conclave del 1591                   |          | Papa Innocenzo IX  | Palazzo Apostolico a Roma                         |
| Conclave del 1592                   |          | Papa Clemente VIII | Palazzo Apostolico a Roma                         |
| Elezione papale                     | Ritratto | Papa eletto        | Sede di elezione                                  |

### XVII secolo
| Elezione papale          | Ritratto | Papa eletto          | Sede di elezione          |
| ------------------------ | -------- | -------------------- | ------------------------- |
| Conclave del marzo 1605  |          | Papa Leone XI        | Palazzo Apostolico a Roma |
| Conclave del maggio 1605 |          | Papa Paolo V         | Palazzo Apostolico a Roma |
| Conclave del 1621        |          | Papa Gregorio XV     | Palazzo Apostolico a Roma |
| Conclave del 1623        |          | Papa Urbano VIII     | Palazzo Apostolico a Roma |
| Conclave del 1644        |          | Papa Innocenzo X     | Palazzo Apostolico a Roma |
| Conclave del 1655        |          | Papa Alessandro VII  | Palazzo Apostolico a Roma |
| Conclave del 1667        |          | Papa Clemente IX     | Palazzo Apostolico a Roma |
| Conclave del 1669-1670   |          | Papa Clemente X      | Palazzo Apostolico a Roma |
| Conclave del 1676        |          | Papa Innocenzo XI    | Palazzo Apostolico a Roma |
| Conclave del 1689        |          | Papa Alessandro VIII | Palazzo Apostolico a Roma |
| Conclave del 1691        |          | Papa Innocenzo XII   | Palazzo Apostolico a Roma |
| Conclave del 1700        |          | Papa Clemente XI     | Palazzo Apostolico a Roma |
| Elezione papale          | Ritratto | Papa eletto          | Sede di elezione          |

### XVIII secolo
| Elezione papale        | Ritratto | Papa eletto         | Sede di elezione                            |
| ---------------------- | -------- | ------------------- | ------------------------------------------- |
| Conclave del 1721      |          | Papa Innocenzo XIII | Palazzo Apostolico a Roma                   |
| Conclave del 1724      |          | Papa Benedetto XIII | Palazzo Apostolico a Roma                   |
| Conclave del 1730      |          | Papa Clemente XII   | Palazzo Apostolico a Roma                   |
| Conclave del 1740      |          | Papa Benedetto XIV  | Palazzo Apostolico a Roma                   |
| Conclave del 1758      |          | Papa Clemente XIII  | Palazzo Apostolico a Roma                   |
| Conclave del 1769      |          | Papa Clemente XIV   | Palazzo Apostolico a Roma                   |
| Conclave del 1774-1775 |          | Papa Pio VI         | Palazzo Apostolico a Roma                   |
| Conclave del 1799-1800 |          | Papa Pio VII        | Monastero di San Giorgio Maggiore a Venezia |
| Elezione papale        | Ritratto | Papa eletto         | Sede di elezione                            |

### XIX secolo
| Elezione papale        | Ritratto | Papa eletto       | Sede di elezione                                  |
| ---------------------- | -------- | ----------------- | ------------------------------------------------- |
| Conclave del 1823      |          | Papa Leone XII    | Palazzo del Quirinale a Roma                      |
| Conclave del 1829      |          | Papa Pio VIII     | Palazzo del Quirinale a Roma                      |
| Conclave del 1830-1831 |          | Papa Gregorio XVI | Palazzo del Quirinale a Roma                      |
| Conclave del 1846      |          | Papa Pio IX       | Palazzo del Quirinale a Roma                      |
| Conclave del 1878      |          | Papa Leone XIII   | Cappella Sistina presso Palazzo Apostolico a Roma |
| Elezione papale        | Ritratto | Papa eletto       | Sede di elezione                                  |

### XX secolo
| Elezione papale            | Ritratto | Papa eletto            | Sede di elezione                                       | Scrutini |
| -------------------------- | -------- | ---------------------- | ------------------------------------------------------ | -------- |
| Conclave del 1903          |          | Papa Pio X             | Cappella Sistina presso Palazzo Apostolico a Roma      | 7        |
| Conclave del 1914          |          | Papa Benedetto XV      | Cappella Sistina presso Palazzo Apostolico a Roma      | 10       |
| Conclave del 1922          |          | Papa Pio XI            | Cappella Sistina presso Palazzo Apostolico a Roma      | 14       |
| Conclave del 1939          |          | Papa Pio XII           | Cappella Sistina presso Palazzo Apostolico in Vaticano | 3        |
| Conclave del 1958          |          | Papa Giovanni XXIII    | Cappella Sistina presso Palazzo Apostolico in Vaticano | 11       |
| Conclave del 1963          |          | Papa Paolo VI          | Cappella Sistina presso Palazzo Apostolico in Vaticano | 6        |
| Conclave dell'agosto 1978  |          | Papa Giovanni Paolo I  | Cappella Sistina presso Palazzo Apostolico in Vaticano | 4        |
| Conclave dell'ottobre 1978 |          | Papa Giovanni Paolo II | Cappella Sistina presso Palazzo Apostolico in Vaticano | 8        |
| Elezione papale            | Ritratto | Papa eletto            | Sede di elezione                                       | Scrutini |

### XXI secolo
| Elezione papale   | Ritratto | Papa eletto        | Sede di elezione                                       | Scrutini |
| ----------------- | -------- | ------------------ | ------------------------------------------------------ | -------- |
| Conclave del 2005 |          | Papa Benedetto XVI | Cappella Sistina presso Palazzo Apostolico in Vaticano | 4        |
| Conclave del 2013 |          | Papa Francesco     | Cappella Sistina presso Palazzo Apostolico in Vaticano | 5        |
| Conclave del 2025 |          | Papa Leone XIV     | Cappella Sistina presso Palazzo Apostolico in Vaticano | 4        |
| Elezione papale   | Ritratto | Papa eletto        | Sede di elezione                                       | Scrutini |